# Gare de Yamaguchi
La gare de Yamaguchi (山口駅, Yamaguchi-eki) est une gare ferroviaire de la ville de Yamaguchi, dans la préfecture du même nom au Japon. Elle est exploitée par la compagnie JR West.

## Situation ferroviaire
La gare de Yamaguchi est située au point kilométrique (PK) 12,7 de la ligne Yamaguchi.

## Histoire
La gare a été inaugurée le 20 février 1913.

## Service des voyageurs

### Accueil
La gare dispose d'un bâtiment voyageurs ouvert tous les jours, avec des guichets et des automates pour l'achat de titres de transport.

### Desserte
- Ligne Yamaguchi :
  - voies 1 à 3 : direction Shin-Yamaguchi ou Masuda